# Radio Nacional de Bulgaria
Radio Nacional de Bulgaria (en búlgaro: Българско национално радио, Bŭlgarsko natsionalno radio), también conocida por sus siglas BNR (БНР) es la empresa pública de radio de Bulgaria, fundada en 1930. Actualmente gestiona dos emisoras nacionales, siete regionales, un servicio web y la red internacional Radio Bulgaria, que emite en once idiomas.
Es miembro activo de la Unión Europea de Radiodifusión.

## Historia
El origen de la actual BNR es una emisora llamada «Radio Rodno», fundada el 30 de marzo de 1930 en Sofía por intelectuales para promover la cultura. El 25 de enero de 1935 el zar Boris III no dudó en nacionalizarla e impulsó otras dos emisoras de onda media en Stara Zagora y Varna. El 21 de mayo de 1936, las tres empezaron a emitir la misma programación en una red nacional. 
Durante la Segunda Guerra Mundial, la ciudad de Skopie (actual Macedonia del Norte) funcionó bajo esta red desde 1941 hasta su liberación en 1944, año en que se creó Makedonska Radio Televizija.
Al terminar la guerra se proclamó la República Popular de Bulgaria y la radio nacional sufrió una completa transformación. El 15 de marzo de 1948 se creó un segundo canal, mientras que el 2 de julio de 1955 se abrió la primera emisora regional en Plovdiv. Con la creación de la Televisión Nacional de Bulgaria en 1959, el gobierno comunista reforzó su control sobre los medios de comunicación al crear un Comité estatal.
En 1971 la radio y la televisión pasaron a funcionar por separado, lo que se aprovecha para restructurar la oferta radiofónica. El primer canal se convierte en «Radio Horizont», una emisora informativa inspirada en la fórmula de France Inter. El segundo canal pasó a llamarse «Hristo Botev» (en honor al poeta Hristo Botev), y el 28 de marzo del mismo año se crearon las cadenas «Orfeo», especializada en música clásica, y «Znanie», con espacios culturales.
Con la llegada de la democracia en 1990, el servicio público de radio se reestructuró para afrontar la competencia privada. Orfeo y Znanie fueron cerradas en 1992 y su programación pasó a Hristo Botev, por lo que la BNR pasó a contar con dos señales nacionales. En su lugar apostó por reforzar la red de cadenas regionales, con la reapertura de Radio Sofía en marzo de 2007.

## Estaciones domésticas

### Nacional
- Horizont: Emisora con informativos, música contemporánea, debates y boletines cada hora.
- Hristo Botev: Emisora cultural con programas de ciencia, arte, infantiles y música clásica.
- Binar: Servicio exclusivo de internet, dirigido al público joven.

### Internacional
Radio Bulgaria es el canal internacional para la diáspora búlgara. Presta servicio en 10 idiomas: búlgaro, español, inglés, francés, ruso, alemán, albanés, griego, serbio y turco.

### Regional
- Radio Blagoevgrad
- Radio Burgas
- Radio Plovdiv
- Radio Shumen
- Radio Sofía
- Radio Stara Zagora
- Radio Varna
- Radio Vidin